# Göd
Göd város Pest vármegyében, a Dunakeszi járásban, a budapesti agglomerációban.

## Fekvése
A Dunakanyar délkeleti részén fekszik, a Vác–Pesti-Duna-völgyben, a váci Duna-ág bal partján. A "Dunakanyar kapujaként" is szokták nevezni.
Budapesttől mintegy 25 kilométerre északra, Váctól 9 kilométerre délre található. A város keleti határában a Pesti-hordalékkúpsíkság keskeny északi nyúlványa húzódik.
A legközelebbi települések: észak felől Sződliget és Vác, északkelet felől Sződ, kelet felől Vácrátót és Csomád, dél felől Fót és Dunakeszi, nyugat felől pedig a Duna-ág túlpartján (a Szentendrei-szigeten) fekvő Szigetmonostor és Pócsmegyer

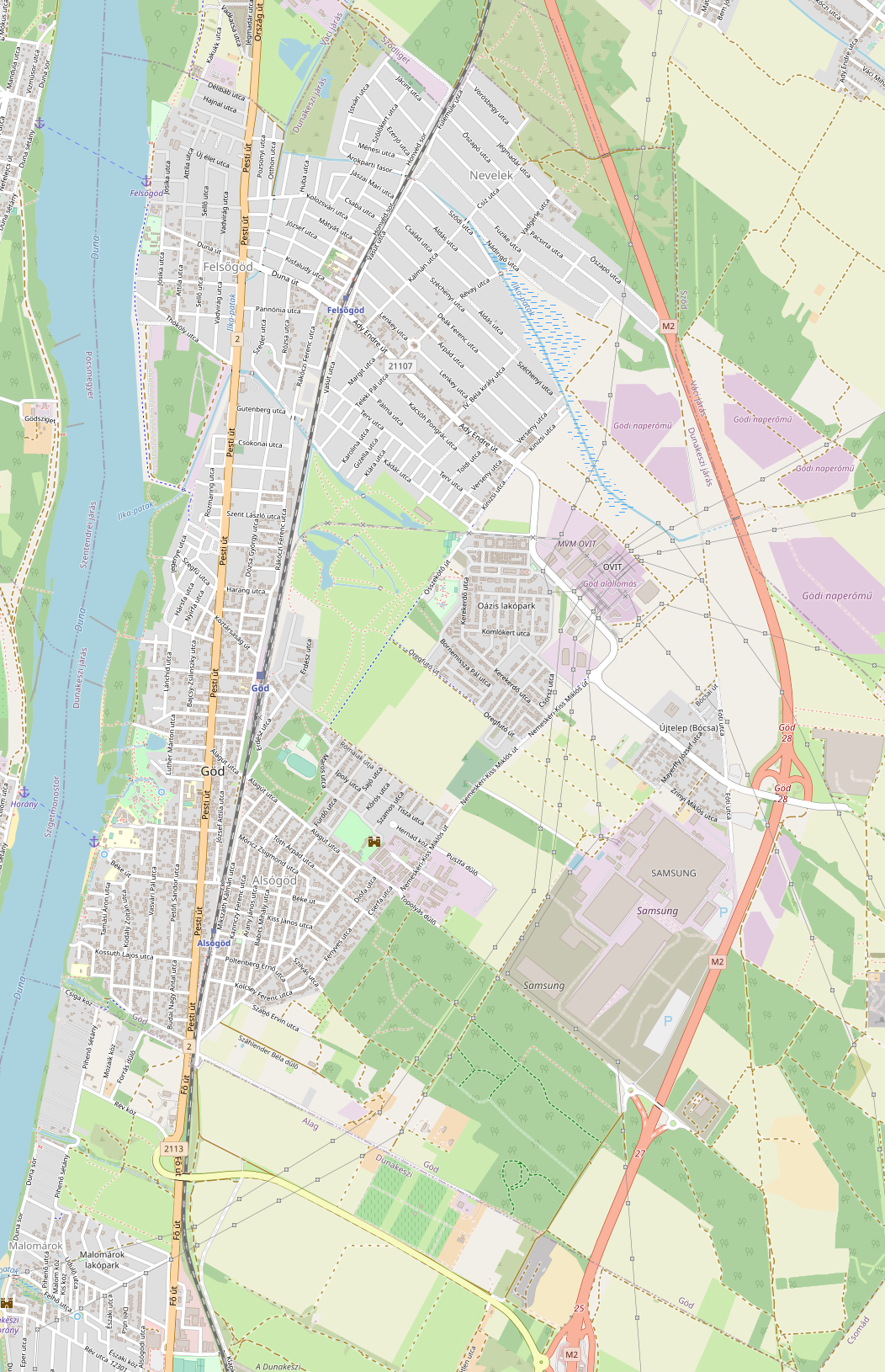
Göd térképe

### Megközelítése, közlekedése
Budapest felől közúton a 2-es főúton vagy a M2-es autóúton, közelíthető meg a legegyszerűbben. Az M2-es itteni csomópontjával a 21 107-es számú mellékút kapcsolja össze a központi részeit. Kerékpárral a Duna mellett végighúzódó kerékpárúton érhető el.
1846. július 15-én itt (pontosabban a Pest-Vác szakaszon) nyílt meg az első magyar vasútvonal. 1877-ben a vonalnak még csak Rákospalotán, Dunakeszin és Gödön volt állomása. A várost függőlegesen átszelő Budapest–Szob-vasútvonalnak Gödön három megállási pontja van: Alsógöd megállóhely, Göd vasútállomás és Felsőgöd megállóhely. Alsógöd mh. szinte közvetlenül a 2-es főút mellett fekszik, a gödi állomás a város központjának keleti szélén helyezkedik el, közúti megközelítését a 2-es főútból kiágazó 21 313-as számú mellékút (Köztársaság út / Rákóczi Ferenc utca) teszi lehetővé; Felsőgöd mh. pedig a 21 107-es számú mellékút vasúti keresztezése mellett található.
A Volánbusznak négy helyközi viszonylata halad keresztül a városon (300, 301, 345, 371) és egy magánvállalkozásban üzemelő helyi járat is közlekedik (egy Ikarus 405 típusú autóbusszal).

## Története

### Kezdetek
Göd ősidők óta lakott helynek számít. Számos őskori régészeti emlék maradt fent, tártak fel a település területén. Újkőkori, majd réz-és bronzkori emberek telepedtek le, szarmaták települést alapítottak. A római uralomból számos pénzérme került elő, valamint római őrtorony a Duna parton, a Csörsz-árok Dunakeszi közelében és az Újtelepnél feltárt erődépítkezés, melyet I. Valentinianus császár rendelt el, és amely a limestől mélyen az ellenséges területen belül épült volna fel, így áttételesen háború, egy király és egy császár halálokozója volt.

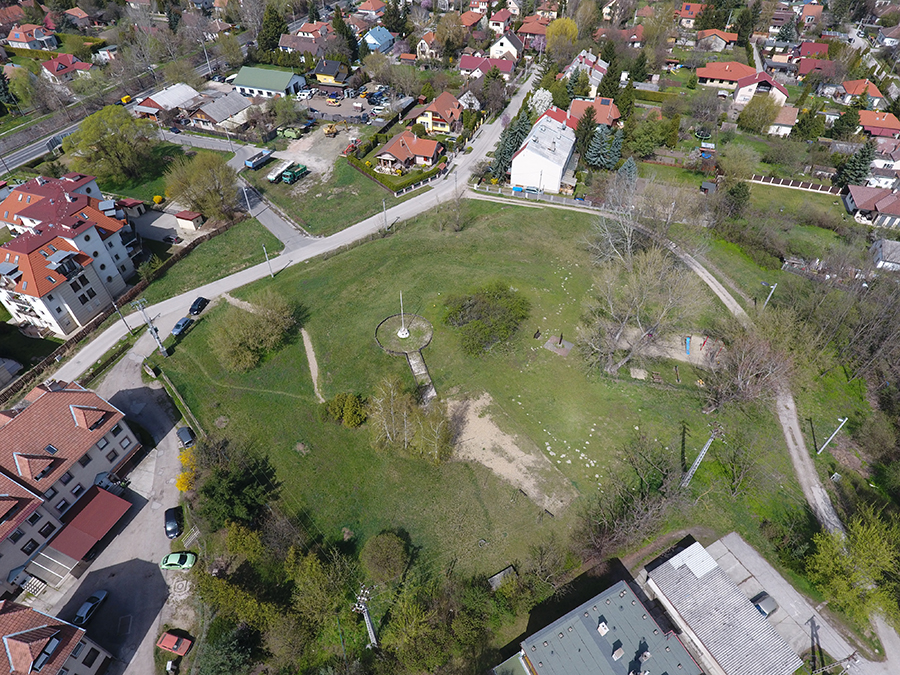
Felsőgöd - Várdomb, légi fotó

### Mohácsig
A mai Felsőgöd területén található az avar kori földvár, melyről az utat és a Dunát lehetett védelmezni. Itt alakult ki a kör alapú templom és a falu Gud, Göde néven. Göd Juditot még 1640-ben is említették. A váci püspökség birtoka volt ekkor a település. A pusztító tatárjárás után került Göd a Gyula-Zsombor nemzetségből származó Sebrethez, aki Fejér vármegye ispánja volt. Ekkor, 1255-ben említették először oklevélben a települést. Ez az évszám található a címerben is. Gödöt 1317-ben Károly Róbert Szécsi Dénesnek adományozta. A 15. században a római őrtorony alapjaira ismét felépítettek egy őrtornyot. A Sződ-rákosi patakon vízimalom épült. 1485-ben a váci országgyűlésre érkező Mátyás király átvonult a falun.

### Török kor
A mohácsi csata után a területet folyton fosztogatások sújtották. Ezt bizonyítja az az adat, mely szerint 1684-ig 38 esetben dúlták fel a vidéket a török és a keresztény hadak egyaránt. A lakosság elmenekült, a templom, a temető és a falu elpusztult. 1600 körül a Madáchoké lett Göd. A török kiűzése után a feljegyzések szerint elhagyott, kiégett puszta volt, mely Sződhöz tartozott.

### Újjáépülés
1700 körül alakult ki Göd-puszta, a mai Nemeskéri-kúria és környéke. Az 1715-ös összeírás alapján Vác pusztája volt. 1718-ban Madách László lett a birtokosa Sződdel együtt. Felépült a Madách-kastély, és fejlődött a birtok is. 1736-ban a Grassalkovich családi uradalom része lett, kiépült a Göd-pusztai központ, a Kincsem telep, pálinkaház és sörfőzde. A falu újjáépülése többnyire magyar lakosok kezemunkáját dicsérte. A Gál-napi marha és baromfivásárok visszaállítása és a postakocsijárat indítása is jelezte a fejlődést. Mayerffy József bérelte ki a pusztát, és neki köszönhetően beindult a juhtenyésztés, pincészet és gazdasági épületek épültek. Sírja a Göd-pusztai temetőben található. 1800 környékén megjelentek a hajómalmok a Dunán.

### Fejlődés megindulása, reformkor
1805-ben elkészült Mayerffy József magyar feliratú harangja, ez van a címerben is. 1830-ban a bérleti viszony megszűnt, és a Mayerffyak megvásárolták Gödöt. Az új tulajdonos Mayerffy Ferenc Xavérius serfőző mester, a Lovaregylet alapítója, Széchenyi István barátja lett. 1846-ban felavatták az ország első vasútját Pest és Vác között. A kezdeti palotai és dunakeszi állomás után Göd lett a harmadik állomás. A szabadságharc ideje alatt a birtokot és a kúriát feldúlták. A Sina család tulajdonába került a terület 1864-ig, majd egy belga bank parcellázta ki a telkeket. Tulajdonosok lettek Floch-Reichersberg, Schöffer Bódog, Arany László, Nemeskéri-Kiss Miklós és dr. Széchy Kálmán birtokosok.

### A település kialakulása
1873-ban megjelent Felsőgödtelep, birtokosa Szapáry gróf volt, kastélya a Madách utcában épült. 1875-től 1880-ig Kincsem, a csodaló volt a gödi istálló lakója. Tenyésztője Blaskovich Ernő volt, akinek a munkásságának köszönhetően kialakult egy versenyló-tréningtelep. Kincsem minden idők legeredményesebb versenylova. A ma is álló Kincsem istálló Göd egyik legrégibb épülete. Göd-pusztán iskola, postaügynökség is működött a kúria épületében. Nemeskéri-Kiss Miklós honvéd ezredes és Nemeskéri-Kiss Pál szeszgyárat, gazdasági vasutat és svájci mintára istállókat építtetett. Kialakult Kis-Göd és a Villatelep. 1900 környékén tégla- és cementlapgyár üzemelt 100 munkással, épületei egy része ma is áll, vendéglők, boltok találhatók benne a főúton. Huzella Tivadar megvásárolta Arany Lászlótól a birtokot. 1951-től az MTA tulajdona volt. 1902-ben felépült a mai művelődési ház, a Biciklista Nagyvendéglő, melyben később mozi üzemelt. A Budapest–Göd kerékpárverseny célállomása a település. Ezidőben Alsógödön katolikus kápolna épült. 1908-ban megindult Felsőgödön a tanítás is. Felsőgöd gyorsan fejlődött, postaügynökséget építettek, vasúti megálló létesült, helyi újság, másik iskola indult, kaszinó nyílt, katolikus haranglábat állítottak a későbbi templom helyén. 1914-ben Felsőgöd kivált Sződből és önálló településsé szervezték. Megépült az első gyógyszertár, az első mozi, és új temetőt nyitottak.
Az első világháború hősi halottai számára a felsőgödi temetőben emlékmű, az alsógödi Dunaparton tíz fűzfa egy-egy névvel állít emléket az elesettek számára. Felsőgöd hamarosan nagyközség lett, és új postahivatal épült.

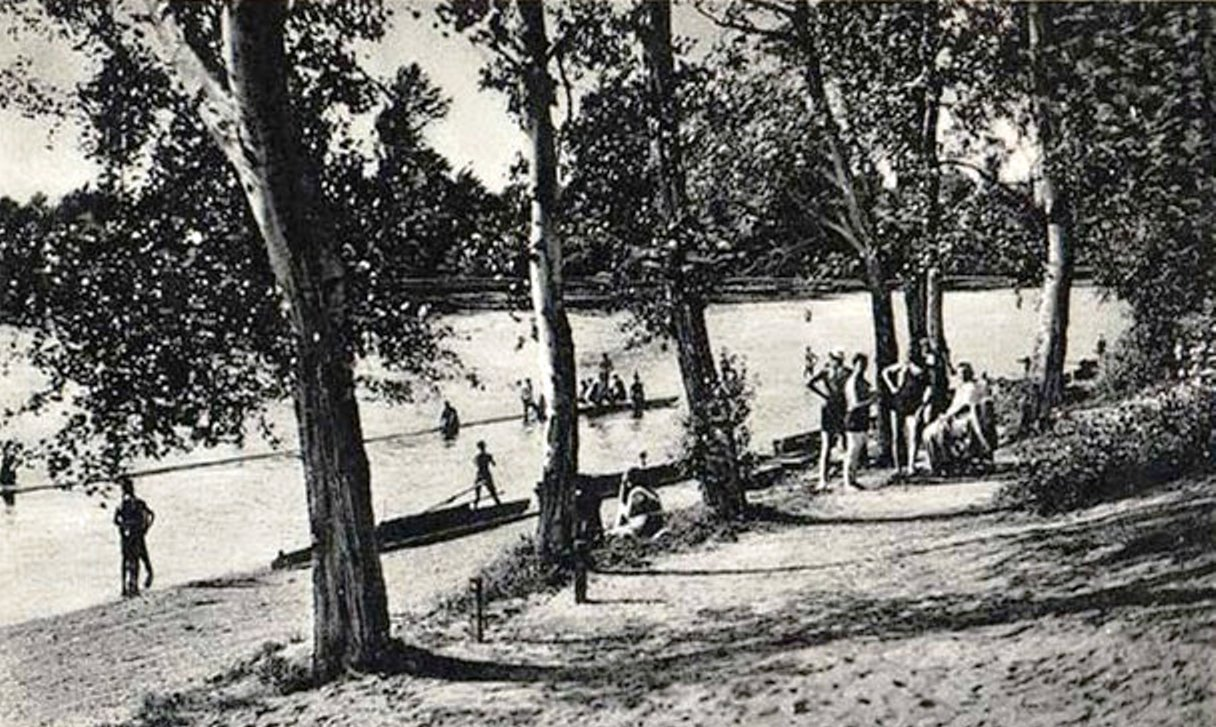
Alsógöd, strand a két világháború között

Alsógöd is követte Felsőgödöt a fejlődésben. 1921-ben kisközséggé alakult, iskolát nyitottak az egykori téglagyár egyik épületében. Eközben Felsőgödön felépült a katolikus templom a Bozóky téren, iparoskör is alakult. Létrejött a Fecskefészek, a helyi cserkészmozgalom is beindult, és Alsógödön is mozit nyitottak. Megindult Felsőgödön a villanyvilágítás, önkéntes tűzoltó egyesület alakult, felépült a plébánia épülete. Alsógödön postahivatal, állandó iskola, református imaház és evangélikus templom épült. Csendőrőrsöt is telepítettek a megnövekedett lakosságszám miatt. Felépült a felsőgödi állami elemi iskola Mikle Károly tervei alapján. Megnyílt az Árpád mozi, melyet 1948-ban államosítottak, majd gazdaságtalan működése miatt megszüntették. A református templom és a zsinagóga is felépült ezidőben Felsőgödön. 1939-ben az anatómusok világkongresszusát a Huzella villában tartották. Ilka majorba betelepültek a bócsaiak, a Schöffer-kastélyban 1944-ben művészkongresszust szerveztek.

### A második világháború után
1950-ben melegvízforrást találtak, erre épült rá a mai Termál strand. Egészségház és népkönyvtár épült. 1970-ben Alsógöd és Felsőgöd Göd néven egyesült. Megindult a Gödi Körkép, a Piarista Szakmunkásképző megindította a tanítást.
1993-ban az alsógödi katolikus templom leégett, de 1996-ra újjáépítették. 1999. augusztus 20-án Göd városi rangot kapott.
A 21. században felépült a Samsung-gyár, a csatornázás folyamatban van. 

## Népesség
A település népességének változása:
| Lakosok száma | 17 843 | 18 005 | 18 218 | 20 799 | 21 897 | 21 992 | 21 876 |
|               | 2013   | 2014   | 2018   | 2021   | 2022   | 2023   | 2024   |

A 2011-es népszámlálás során a lakosok 85,7%-a magyarnak, 0,5% cigánynak, 1,1% németnek, 0,4% románnak, 0,2% szerbnek, 0,2% szlováknak mondta magát (14% nem nyilatkozott; a kettős identitások miatt a végösszeg nagyobb lehet 100%-nál). A vallási megoszlás a következő volt: római katolikus 33%, református 8,7%, evangélikus 1,8%, görögkatolikus 0,8%, izraelita 0,2%, felekezeten kívüli 20,7% (32,8% nem nyilatkozott).
2022-ben a lakosság 88,3%-a vallotta magát magyarnak, 1% németnek, 0,4% cigánynak, 0,2% románnak, 0,2% ukránnak, 0,2% lengyelnek, 0,1-0,1% szerbnek, horvátnak, görögnek, bolgárnak, ruszinnak és szlováknak, 5,7% egyéb, nem hazai nemzetiségűnek (11,3% nem nyilatkozott; a kettős identitások miatt a végösszeg nagyobb lehet 100%-nál). Vallásuk szerint 26,1% volt római katolikus, 8% református, 1,7% evangélikus, 1% görög katolikus, 0,1% izraelita, 0,1% ortodox, 1,3% egyéb keresztény, 0,5% egyéb katolikus, 17,4% felekezeten kívüli (43,3% nem válaszolt).

## Közélete

### Polgármesterei
| Terminus  | Név               | Jelölő szervezet(ek)                    | Megjegyzés                        |
| --------- | ----------------- | --------------------------------------- | --------------------------------- |
| 1990–1991 | Lovászi Lajos     | KDNP                                    | hivataláról lemondott             |
| 1991–1994 | Hantos László     | független                               |                                   |
| 1994–1998 | Dr. Bognár László | FKgP-MIÉP-POFOSZ-MUT                    |                                   |
| 1998–2002 | Szegedi Sándor    | GVE-GKE-MSZP                            |                                   |
| 2002–2006 | Sándor István     | MSZP-SZDSZ                              |                                   |
| 2006–2010 | Markó József      | Fidesz-KDNP-VP                          |                                   |
| 2010–2014 | Markó József      | Fidesz-KDNP                             |                                   |
| 2014–2019 | Markó József      | Fidesz-KDNP                             |                                   |
| 2019–2023 | Balogh Csaba      | DK-Jobbik-Zöldek-MMM-Momentum-Párbeszéd | hivataláról lemondott             |
| 2023–2024 | Kammerer Zoltán   | független                               | Időközi választás 2023. május 14. |
| 2024–     | Kammerer Zoltán   | Kammererrel a Változásért Egyesület     |                                   |

## Gazdaság
A hajdani Göd lakói állattenyésztéssel és halászattal foglalkoztak, mivel földművelésre nem ezek a földek voltak a legmegfelelőbbek. A vidék azonban legeltetésre kiválóan alkalmas volt és hajdanán itt hatalmas marhavásárokat tartottak. Ivóvíz bőségesen rendelkezésre állt és a dombokról az őrök messziről észrevehették a harácsolókat, mivel a nagy kiterjedésű lápos ingoványok biztos védelmet nyújtottak. Igen fejlett volt a halászat és a tervszerű halászat nyoma a vizafogó, ami 1528-ban Vác és Buda között épült ki.
Az ipar megjelenése a Grassalkovich család nevéhez fűződik. Ők építették meg a későbbi Kincsem telepnek nevezett majort hatalmas magtárral és a Duna-parton sörgyárral.
2018-ban Gödre települt a Samsung akkumulátorgyára. A város számára az adóbevetelek növekedése mellett folyamatos környezetterhelést is hozó üzem annak ellenére, hogy az akkumulátor-gyártás technológiai folyamata miatt kötelező lett volna környezeti hatásvizsgálati eljárás és egységes környezethasználati engedélyezési eljárás lefolytatása, öt éven keresztül környezethasználati engedély nélkül működött. 2023-ban a Pest Vármegyei Kormányhivatal, anélkül hogy érdemi vizsgálatot folytatott volna le, 2033-ig környezethasználati engedélyt adott a gyárnak. Mivel gyárat a lakott területtől sem zajvédő fal, sem véderdő nem választja el, így az üzem zaja a lakosságnak sok kellemetlenséget okoz. A zaj csökkentése céljából a környezetvédelmi hatóság két intézkedési tervet is előírt, de a gyár egyiket sem hajtotta végre.

## Nevezetességei

### Épületek
- Nemeskéri-Kiss-kúria

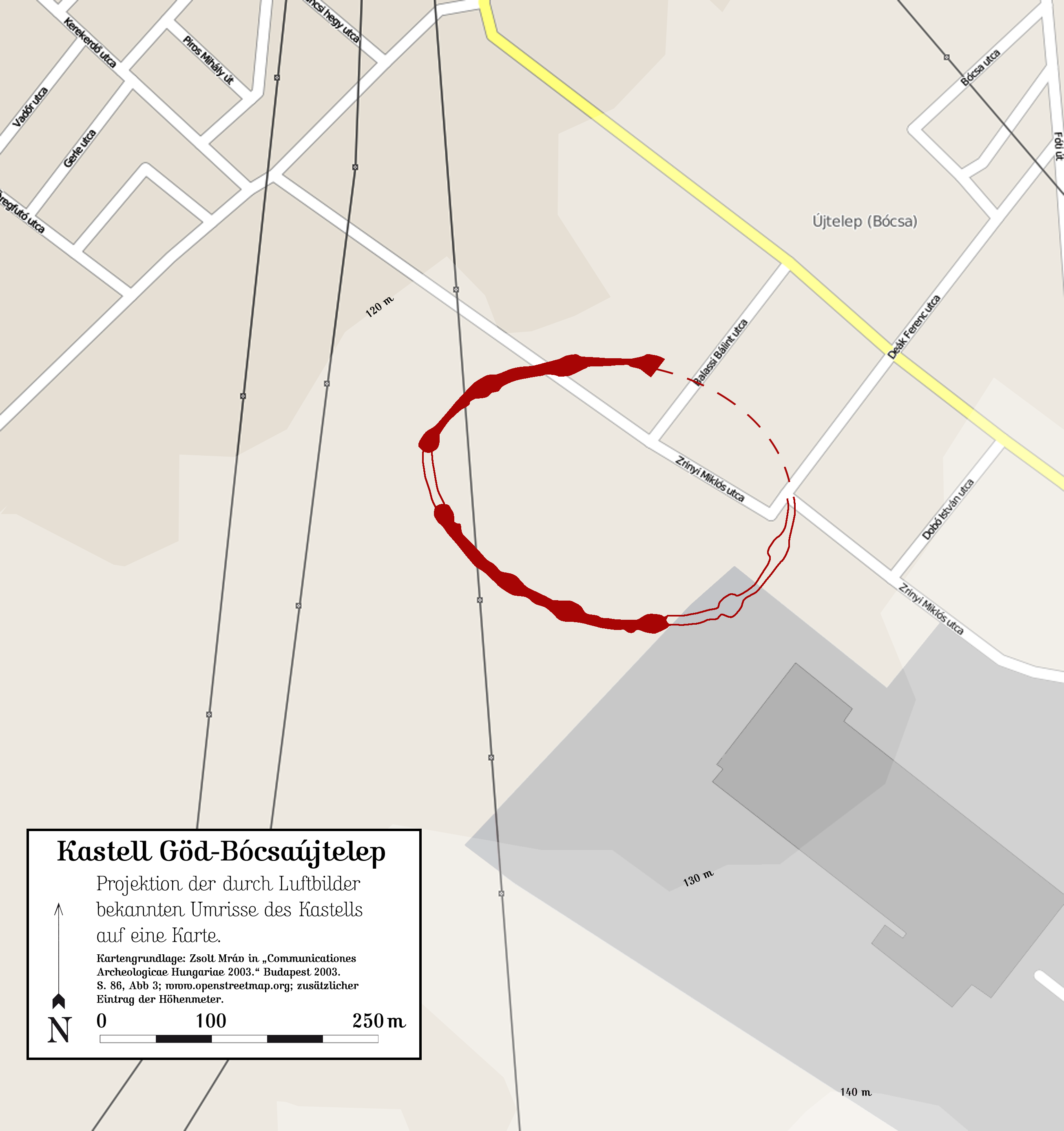
Mráv Zsolt: Contra Constantiam késő római kori ovális alaprajzú erődépítkezés nyomai

- Kincsem istálló és csárda - Itt bérelt istállót, és készítette fel a versenyekre a híres versenylovat, Kincsemet Blaskovits Ernő.
- A 2001-ben Göd-Bócsaújtelep mellett feltárt Contra Constantiam késő római kori ovális alaprajzú erődépítkezés nyomai 12 kör alakú toronnyal[22]
- Pich-villa (a mai városháza)
- Tost-Wigner-villa (ma piarista iskola)
- Schöffer-kastély (gyermekotthon-Újtelep)
- Walch-ház (ma általános iskola), az egykori téglagyár irodája, majd villa
- Irma-lak
- Latabár-villa
- Délibáb-villa
- Huzella-villa, (a Huzella-kertben), az ELTE tulajdona
- Fácán vendéglő, 1876-ban épült Kincsem miatt ideérkező újságírók szállásaként
- Németh László villája, az író és családja itt nyaralt és élt, itt írta az Emberi színjáték, Szerdai fogadónap és a Tanú című műveit
- Szapáry kastély
- Biciklista Nagyvendéglő, a mai József Attila Művelődési Ház, nevét az első magyar amatőr kerékpár versenyről kapta, mely Budapest és Göd között zajlott
- A World Travel Awardsot háromszor is elnyerő szálloda a Pólus Palace Thermal Golf Club Hotel.
- Országzászló, a világháború után elbontott országzászlót 2009-ben avatták újjá

### Templomok
Göd már a középkorban is templomos helynek számított, kör alaprajzú temploma a mai várdomb közelében állott. Ma 5 temploma található meg.
Felsőgöd:
- Felsőgödi Jézus Szíve Plébánia templom, az 1924-ben felavatott templomot Pilismaróti Bozóky Gyula vezérezredes segítette felépülni
- Felsőgödi református templom, 1939-ben épült fel

mindkettő templom neoromán stílusú.
Alsógöd:
- Alsógödi Szent István templom, az 1908-ban épített, majd többször kiegészített kis templomot 1993-ban felgyújtották, 1996-tól fokozatosan, egészen a 2000-es évek elejéig épült újjá.
- Alsógödi református templom, 1999-ben készült el
- Alsógödi evangélikus templom, 1929-ben szentelték fel a Feneketlen tó közelében felépült templomot

### Természeti értékek
- A Duna egy szakasza kedvelt kirándulóhely.
- Az egyedi értékei miatt kiemelten védett Homoksziget.
- A Szakáts-kert és horgásztó.
- A Huzella-kert és benne az ELTE Füvészkert „Huzella Kert” természetvédelmi és ökoturisztikai állomása.
- Széchenyi-forrás (korábban Zsuzsi forrás), nevét Széchenyi Ödönről kapta ki a közeli Duna villában töltötte egyik nyarát.
- Volt itt egy 120 évnél idősebb óriás diófa, melyet 1982-ben kivágtak. Még ma is több tájképen látható.
- 25 hektár erdő, amit a dél-koreai gyár bővítése miatt tarra vágtak 2018 őszén!
- 50 hektár fás rét tavakkal.

### Egyéb nevezetességek
Termálvizű strand.

### Neves személyek
- Ágoston Judit, olimpiai bajnok tőrvívó, edző
- Ambrus László, vízügyi főmérnök, a gödi termálkút ügyének előremozdítója
- Barna T. Attila, költő, kritikus, újságíró
- Beck András, Kossuth-díjas szobrász, éremművész, főiskolai tanár
- Beck Ö. Fülöp, szobrász a magyar érem- és plakettművészet egyik legnagyobb alkotója
- Bernáth Aurél, Kossuth- és Munkácsy Mihály-díjas festő
- Berty Mihály Márton, Fotóművész, természetfotós
- Bozóky Gyula, ezredes, a felsőgödi római katolikus templom építésének főszervezője
- Gidófalvy Attila, Máté Péter-díjas zenész, a Karthago és Lord együttesek billentyűse
- Híres László, atléta, a város díszpolgára
- Huzella Tivadar, biológus, szövettankutató, rákkutató, az alsógödi Biológiai Kutatóállomás létrehozója
- Iván Kovács László, az 56-os forradalom Corvin-közi parancsnoka, Gödön szobrot avattak tiszteletére és posztumusz díszpolgári címben részesült
- Kóczán Mór, sportoló, gerelyhajító, ötszörös magyar bajnok, világcsúcstartó
- Koncz Gábor, Kossuth-díjas és Jászai Mari-díjas magyar színész, színházi rendező
- Kovacsik Tamás, Máté Péter-díjas magyar zenész, az Ismerős Arcok zenekar dobosa
- Lakatos Gabriella, Kossuth-díjas balettművész, érdemes és kiváló művész
- Latabár Kálmán, Kossuth-díjas színész, kiváló és érdemes művész
- Ménesi György, „a Guinness-rekorder”, repülőpilóta, 1986-ban hajtotta végre a százezredik felszállását
- Nemeskéri-Kiss család
- Nemeskéri Kiss Miklós, az 1848–49-es forradalom és szabadságharc honvéd ezredese
- Németh László, Kossuth-díjas író, sok időt töltött felsőgödi házában, sok híres mű is ekkor keletkezett, ma a felsőgödi iskola viseli a nevét
- Schmuck Andor, politikus, MSZDP ügyvezető elnöke
- Szakáts Nándor miniszteri tanácsos, a Szakáts-kert kialakítója
- Szalai Attila válogatott labdarúgó
- Ranschburg Jenő, pszichológus
- Uhrig Zsigmond, festőművész
- Vilezsál Oszkár, olimpiai bronzérmes labdarúgó, edző
- Wigner Jenő, fizikus, 1963-ban fizikai Nobel-díjat kapott
- Gödön található az ország egyik legjobb utánpótlás kajak-kenu szakosztálya, ahol Kammerer Zoltán háromszoros olimpiai bajnok és Kulifai Tamás olimpiai ezüstérmes kajak 4-es, és Szaszák Dénes világkupa- és Európa-bajnok kajakozó is kezdte pályafutását.

## Kultúra
Göd rendezvényekben gazdag település. Több helyen működik kiállítóterem, előadóterem. Sok művész lakik itt, akiket az alsógödi Olajfa Művészház támogat, kiállításokat szervez nekik. A város művelődési háza a József Attila Művelődési Ház a Pesti úton. Itt található a városi könyvtár is. Meg kell említeni az iskolák művészeti oktatását is, a felsőgödi Németh László iskola egyben Alapfokú Művészeti Intézmény is. A Nemeskéri kúriában és a dunaparti nyaralóházakban tartott események is emelik a település kulturális színvonalát. Az újonnan nyílt Christie's Kávéházzal új színfolt került a város életébe. Sok rendezvény, fesztivál Archiválva 2013. december 22-i dátummal a Wayback Machine-ben színesíti a város életét:
- Belépés Családostul
- Fétis Crossfutás és Hagyományőrző délután[halott link]
- Gödi Juniális
- Göd Kupa
- Képzőművészeti Alkotótábor
- Nemzetközi Akusztikusgitár fesztivál
- Madarak és fák napja
- Magyar Kultúra Napja
- Népművészeti Alkotótábor
- Szüreti Fesztivál

A városnak büszkeségei a művészeti csoportok, együttesek, egyesületek, szervezetek, akik nemcsak az országban, de a határokon túl is eljuttatják Göd nevét:
- Gaude kórus
- Drums
- GiTársaság
- Gödi Tizenötök
- Hagyományteremtő Klub
- Lámpás '92 Alapítvány
- Munkás Dalkör
- Röcögő
- Szent Imre Kamarakórus
- Dunakanyar Kapuja Egyesület

## Oktatás
A gödi oktatás már több mint 100 éves. Több általános iskola, több óvoda, bölcsőde, piarista iskola van.
- Gödi Németh László Általános Iskola és Alapfokú Művészeti Iskola
- Gödi Huzella Tivadar Két Tanítási Nyelvű Általános Iskola
- Búzaszem Általános Iskola és Alapfokú Művészetoktatási Intézmény
- Piarista Szakiskola, Gimnázium és Kollégium

## Sportélete
Göd már a 19. században is a sportolásra vágyók egyik helye volt. A lovas múlttal (Kincsem) rendelkező városban sok fajta sportolási lehetőség található. A hosszú Duna-part sok kajakozót, kenuzót, evezőst és más vízi sportot űzőt vonz.
A Göd SE 2009-ben lett az FTC utánpótlásbázisa és a vízilabdások a VASAS utánpótlásbázisa. A Gödön található teniszpályákon már régóta folyik a teniszezés.
Gödön még asztalitenisz, tollas, úszás, teremfoci, kosárlabda és megannyi más sportolási lehetőség elérhető. Már hagyománnyá vált a Fétis Crossfutás az alsógödi Kiserdőben. Évente többször rendeznek sportnapot, a Belépés Családostul az egyik legnépszerűbb. Kerékpártúrák indulnak a Dunakanyarba. Horgászat és lovaglás is rendelkezésre áll. Szkander országos bajnokság volt Gödön.

### Sportegyesületek
Sportegyesületek listája:
- Aquaworm Waterpolo - vízilabda
- Fenyves Tenisz Park
- Gödi Betyárok – jégkorong
- Gödi Harcművészek Egyesület (Kobukan Dojo Göd)
- Gödi Horgász Egyesület
- Gödi Lovas SE Western Szakág
- Gödi Postagalamb Egyesület
- Gödi Sakk Club
- Gödi SE
- Gödi SE kajak-kenu szakosztály,
- Gödi SE - Kézilabda Szakosztály[24]
- Gödi SE - Kosárlabda Szakosztály
- Gödi SE - Labdarúgó Szakosztály (1921-ben alapították. Színe kék-fehér. Az 5. osztályban játszik, a Pest megyei bajnokság II. osztály Északi csoportjában.)
- Gödi SE - Sakk Szakosztály
- Gödi SE - Tollaslabda Szakosztály
- Vízikukac - úszás

## Testvérvárosai
- Marignane (Franciaország)
- Makkosjánosi (Ukrajna)
- Hegyközpályi (Románia)
- Montreux (Svájc)

## Képek

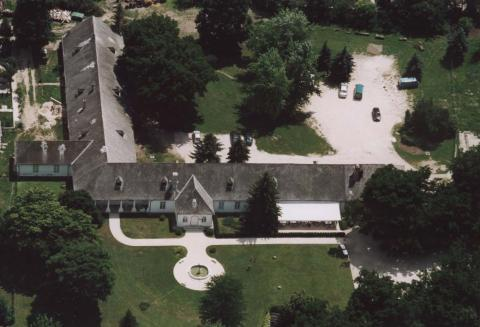
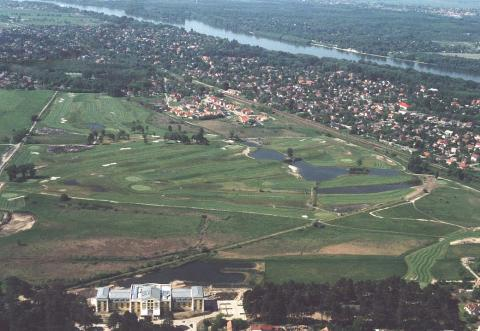
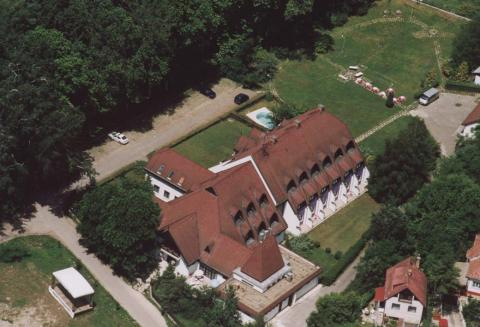
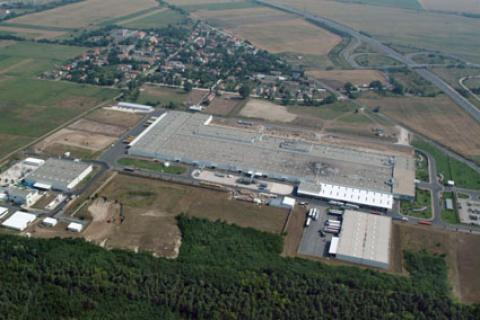
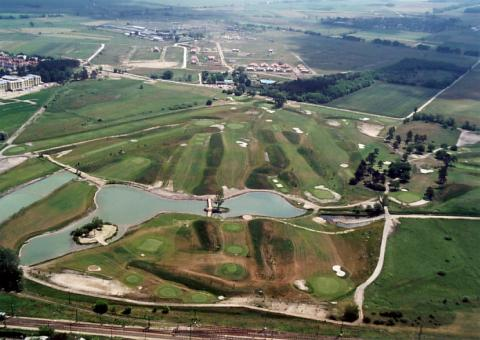
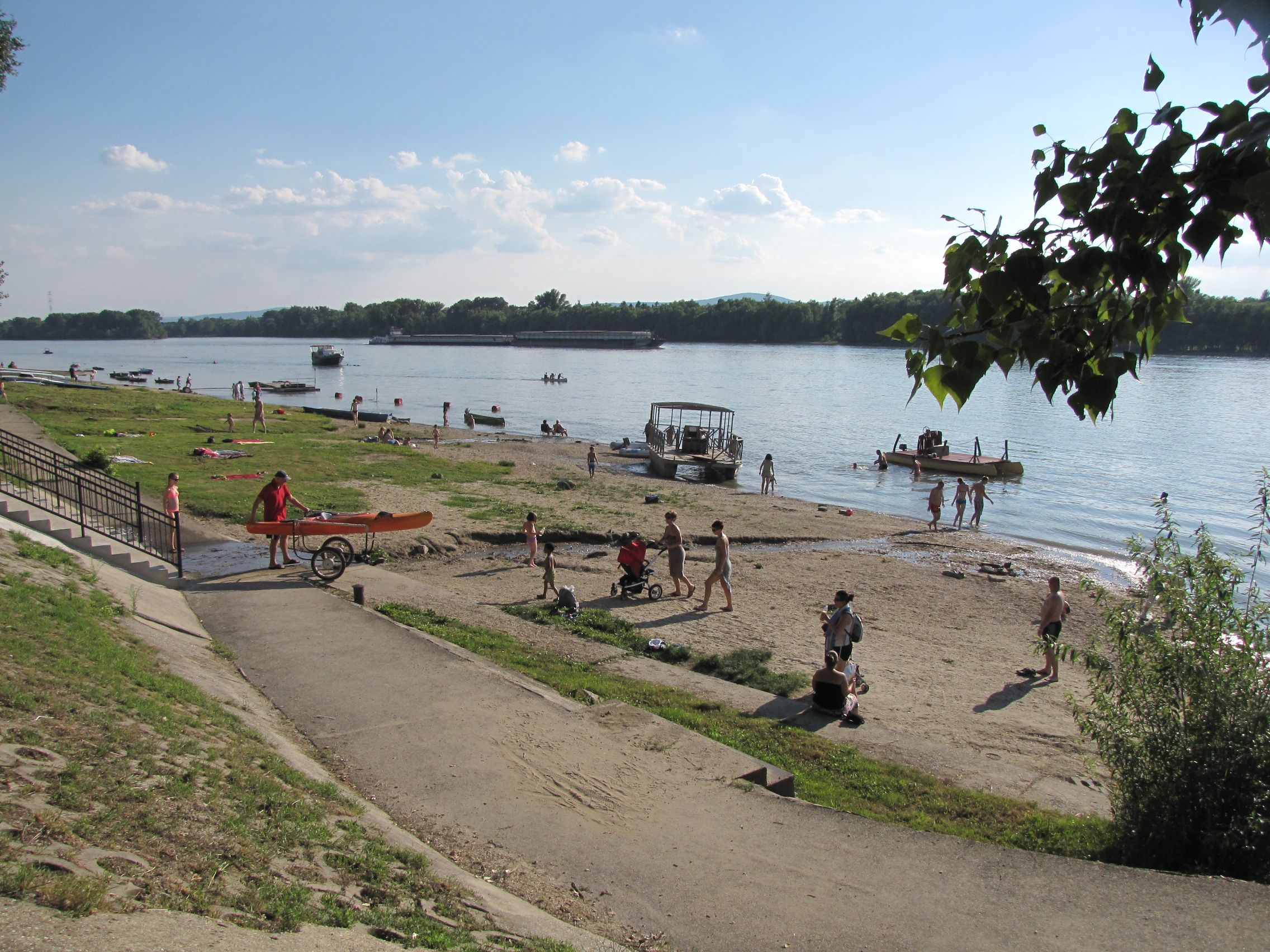
A gödi Duna-part
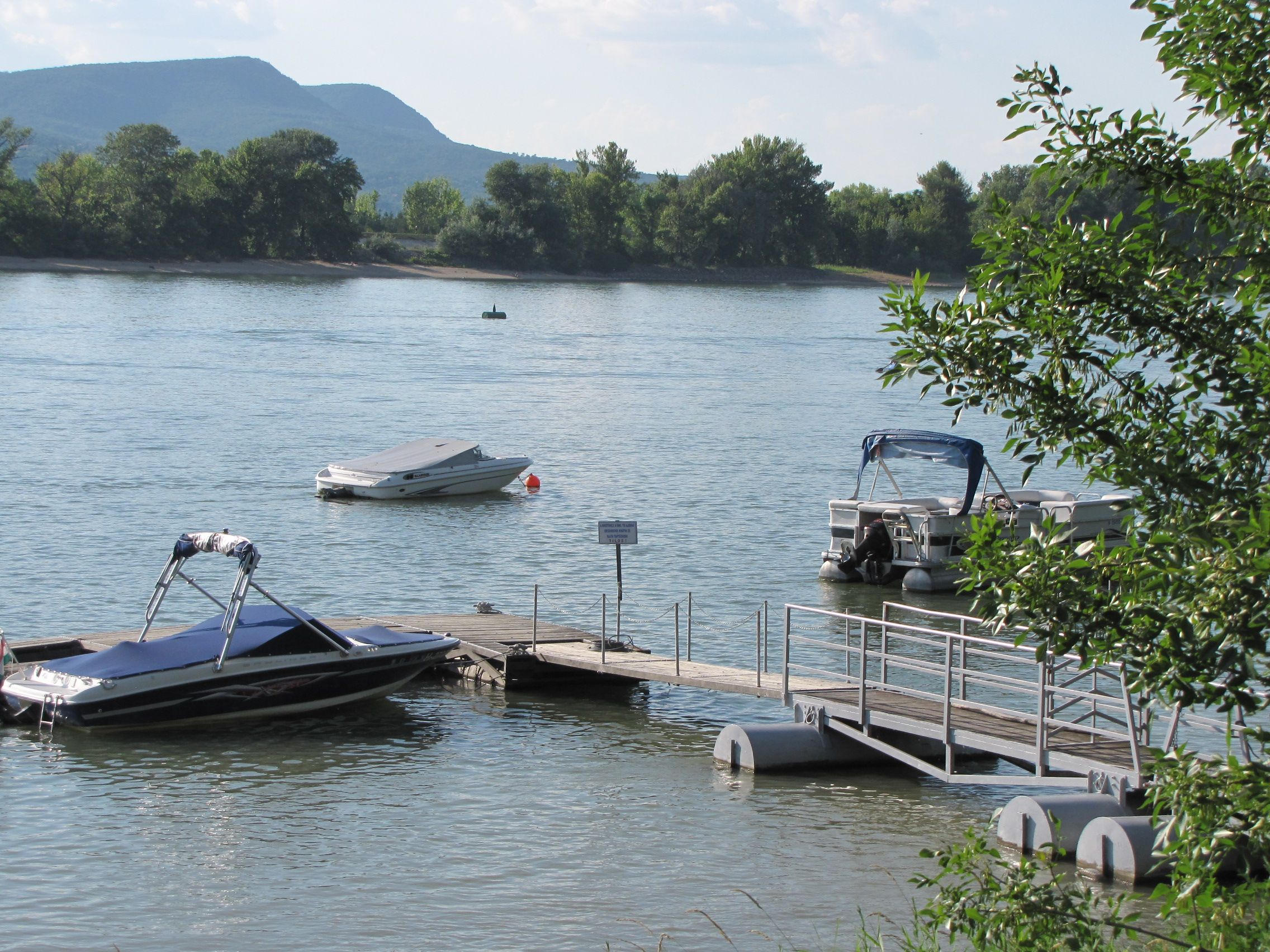
A gödi Duna-part
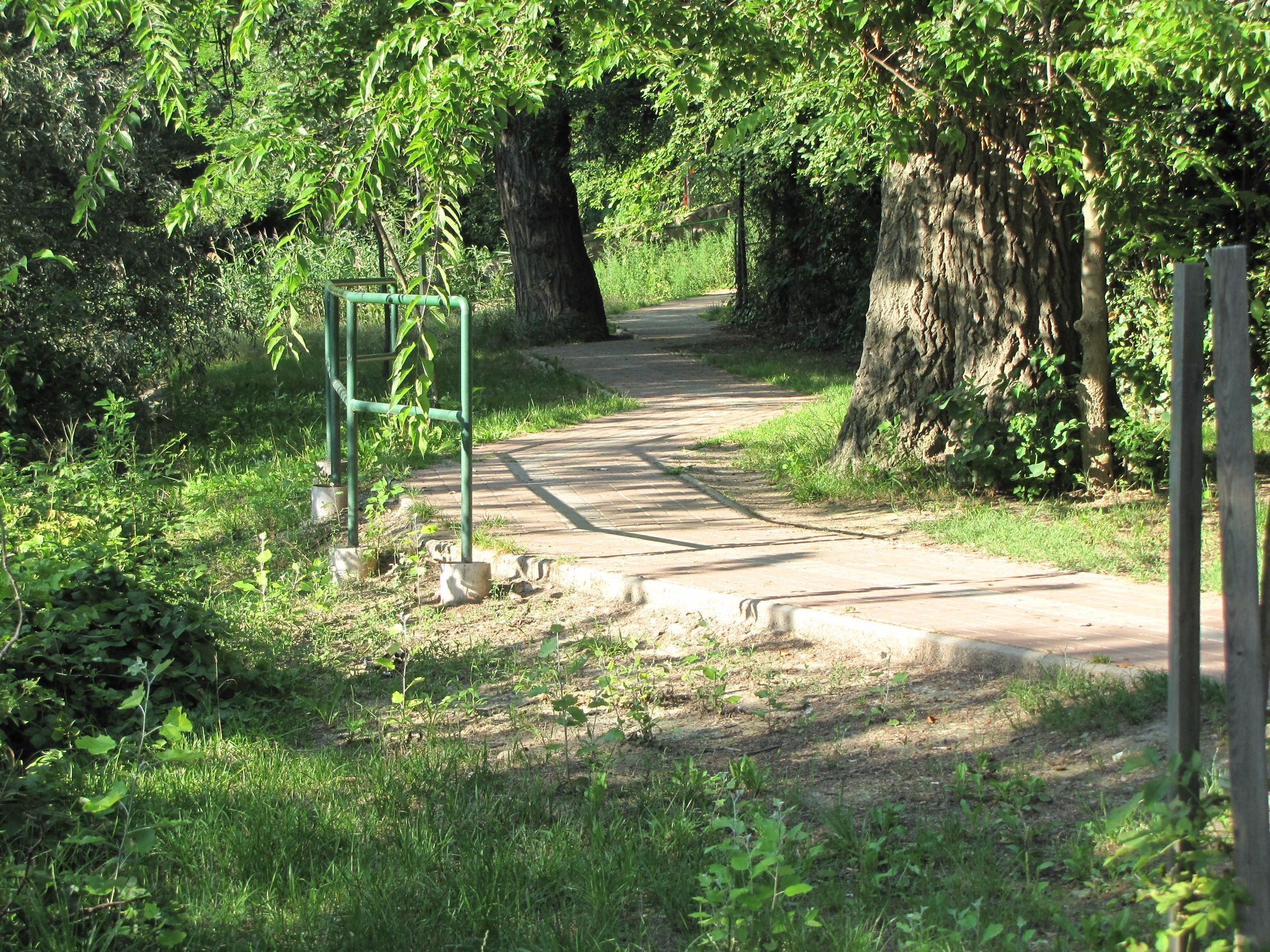
Kerékpárút a gödi Duna-parton